# Mohamed Tarek
Mohamed Tarek (tiếng Ả Rập: محمد طارق; sinh ngày 1 tháng 1 năm 1989) là một cầu thủ bóng đá người Ai Cập hiện tại thi đấu ở vị trí hậu vệ phải cho câu lạc bộ Ai Cập Alassiouty Sport. Năm 2017, Tarek ký bản hợp đồng 2 năm cho Al-Assiouty theo dạng chuyển nhượng tự do từ Petrojet.